# Diane Haight
Diane Haight (Trail, 28 avril 1964) est une skieuse alpine canadienne. 